# Sang-e Charak
Sang-e Charak é uma cidade do Afeganistão localizada na província de Sar-e Pol.